# Linan inornatus
Linan inornatus – gatunek chrząszcza z rodziny kusakowatych i podrodziny marników. Występuje endemicznie w Chinach.
Gatunek ten opisali po raz pierwszy w 2011 roku Yin Ziwei i Li Lizhen na łamach Acta Entomologica Musei Nationalis Pragae. Jako miejsce typowe wskazano górę Tianzhu Shan w chińskiej prowincji Anhui. Holotyp zdeponowano w Zbiorze Owadów Shanghai Shifan Daxue.
Chrząszcz ten osiąga od 2,63 do 2,68 mm długości i od 0,95 do 1,02 mm szerokości ciała. Głowa jest nieco dłuższa niż szeroka. Oczy złożone buduje u obu płci około 20 omatidiów. Czułki buduje jedenaście członów, z których trzy ostatnie są powiększone, u obu płci niezmodyfikowane. Przedplecze jest tak szerokie jak długie. Pokrywy są szersze niż dłuższe. Zapiersie (metawentryt) u samców ma długie, dłuższe i szersze niż u L. chinenesis i w widoku bocznym ścięte na wierzchołkach wyrostki. Odnóża przedniej pary mają niezmodyfikowane krętarze, uda i golenie u obu płci. Odnóża pozostałych par również są niezmodyfikowane. Szerokość pokryw i odwłoka jest w stosunku do przedplecza mniejsza niż u L. chinensis.
Owad ten jest endemitem Chin, znanym tylko z lokalizacji typowej w prowincji Anhui. Spotykany był na rzędnych od 960 do 1250 m n.p.m. Zasiedla ściółkę w lasach iglastych i mieszanych.